# Ola Svensson (piłkarz)
Ola Svensson (ur. 6 kwietnia 1964 w Göteborgu) – szwedzki piłkarz występujący na pozycji obrońcy. 

## Kariera klubowa
W swojej karierze Svensson grał w zespołach Halmstads BK oraz IFK Göteborg. Wraz z IFK cztery razy zdobył mistrzostwo Szwecji (1990, 1991, 1993, 1994), a także raz Puchar Szwecji (1991).

## Kariera reprezentacyjna
W pierwszej reprezentacji Szwecji Svensson nie rozegrał żadnego spotkania. W latach 1984–1986 występował w reprezentacji Szwecji U-21 i w 1986 roku wziął z nią udział w Mistrzostwach Europy.
W 1988 roku został powołany do kadry Szwecji na Letnie Igrzyska Olimpijskie, zakończone przez nią na ćwierćfinale.